# 巨大弄蝶屬
巨大弄蝶屬（學名：Stallingsia）是弄蝶科弄蝶亞科中的一個屬。物種分佈於墨西哥至美國西南部沙漠地區一帶。

## 物種
- Stallingsia jacki Stallings, Turner & Stallings, 1963
- 巨大弄蝶 Stallingsia maculosus (Freeman, 1955)
- 史密斯巨大弄蝶 Stallingsia smithi (Druce, 1896)